# Kakamega Airport
Kakamega Airport är en flygplats i Kenya.   Den ligger i länet Kakamega, i den västra delen av landet, 280 km nordväst om huvudstaden Nairobi. Kakamega Airport ligger 1 530 meter över havet.
Terrängen runt Kakamega Airport är en högslätt, och sluttar västerut. Runt Kakamega Airport är det tätbefolkat, med 308 invånare per kvadratkilometer. Närmaste större samhälle är Kakamega, 4,1 km väster om Kakamega Airport. Omgivningarna runt Kakamega Airport är en mosaik av jordbruksmark och naturlig växtlighet.